# Рыбная (приток Лысьвы)
Рыбная — река в Лысьвенском городском округе Пермского края, приток Лысьвы. Впадает в Лысьву справа, в 101 км от её устья. Длина составляет 10 км, площадь водосбора — 20,5 км². Истоки в лесах в 10 км севернее разъезда 72 км на железнодорожной линии Кузино — Лысьва, основное направление течения — на юг. Впадает в Лысьву в 6,3 км восточнее посёлка Кормовище.

## Данные водного реестра
По данным государственного водного реестра России, река относится к Камскому бассейновому округу, бассейн реки Кама, подбассейн — Кама до Куйбышевского водохранилища (без бассейнов рек Белой и Вятки), водохозяйственный участок реки — Чусовая от в/п пгт. Кын до устья. Код объекта в государственном водном реестре — 10010100712111100011931.